# Günter Litfin
Günter Litfin (Berlim, 19 de janeiro de 1937 — Berlim, 24 de agosto de 1961) foi a segunda pessoa a morrer vítima do Muro de Berlim, mas a primeira morta a tiros. Foi precedido por Ida Siekmann, morta em 13 de agosto de 1961, ao cair da janela do apartamento em que morava, num prédio próximo ao muro. A terceira pessoa a morrer foi Rudolf Urban, que se acidentou antes de Liftin, em 19 de agosto de 1961, mas morreu depois, em 17 de setembro, em consequência dos ferimentos da queda que sofreu.

## Biografia
Günter Litfin nasceu em 19 de janeiro de 1937 em Berlim, na Alemanha nazista, com um irmão gêmeo, Alois, que foi assassinado por um médico nazista durante a Segunda Guerra Mundial. Litfin morava na Alemanha Oriental, no bairro de Weißensee, em Berlim Oriental, e, como o pai Albert (um açougueiro), era membro da filial local ilegal da União Democrata-Cristã, o partido político de centro-direita da Alemanha Ocidental. Alfaiate de profissão, Litfin era um Grenzgänger (viajante de trânsito transfronteiriço) trabalhando perto do Jardim Zoológico de Berlim Ocidental. Em 13 de agosto de 1961, a fronteira entre Berlim Oriental e Berlim Ocidental foi abruptamente fechada pela Alemanha Oriental, efetivamente prendendo-o em Berlim Oriental. Pouco antes de a fronteira ser fechada, Litfin havia encontrado um apartamento em Charlottenburg, Berlim Ocidental, mais perto de onde trabalhava e, no dia 12 de agosto, ele fora a Charlottenburg com o irmão Jürgen para mobiliar o novo apartamento. A intenção de Litfin de escapar da Alemanha Oriental foi abruptamente interrompida na manhã seguinte, pois os bloqueios de estradas já haviam sido instalados e construídas as primeiras cercas de arame farpado do Muro de Berlim.

## Morte
Em 24 de agosto, por volta das 16h, Litfin tentou escapar ilegalmente nadando de Humboldthafen, um pequeno porto no rio Spree, em uma rota planejada através de um pequeno canal que se ramificava do rio para oeste, em direção a Berlim Ocidental. No entanto, ao cruzar a ponte ferroviária que constituía a fronteira, Litfin foi descoberto por oficiais da Transportpolizei da Alemanha Oriental, e foi ordenado a nadar de volta imediatamente. Litfin ergueu as mãos da água para sair do rio, no lado de Berlim Ocidental, e foi baleado e morto.
Litfin foi enterrado no cemitério de St. Hedwig, em Weißensee, em 31 de agosto de 1961. A presença do pessoal da Stasi no enterro assegurou que a verdade por trás de sua morte não fosse revelada abertamente. De acordo com um irmão dele, Jürgen, o funeral foi "uma farsa", já que a maioria presente sabia que a morte não fora acidental e que ele havia sido morto por tentar deixar a Alemanha Oriental.

## Consequências
Em memória de Günter Litfin, assim como todas as outras vítimas do Muro, um memorial foi estabelecido em 1992 por iniciativa de Jürgen Litfin (irmão mais novo de Günter Litfin).
Depois da queda do Muro de Berlim e da subsequente reunificação da Alemanha, o Tribunal Regional de Berlim encontrou o guarda de fronteira acusado de atirar em Litfin culpado de homicídio culposo, e sentenciou-o a dezoito meses de prisão, sentença que foi suspensa.

## Galeria

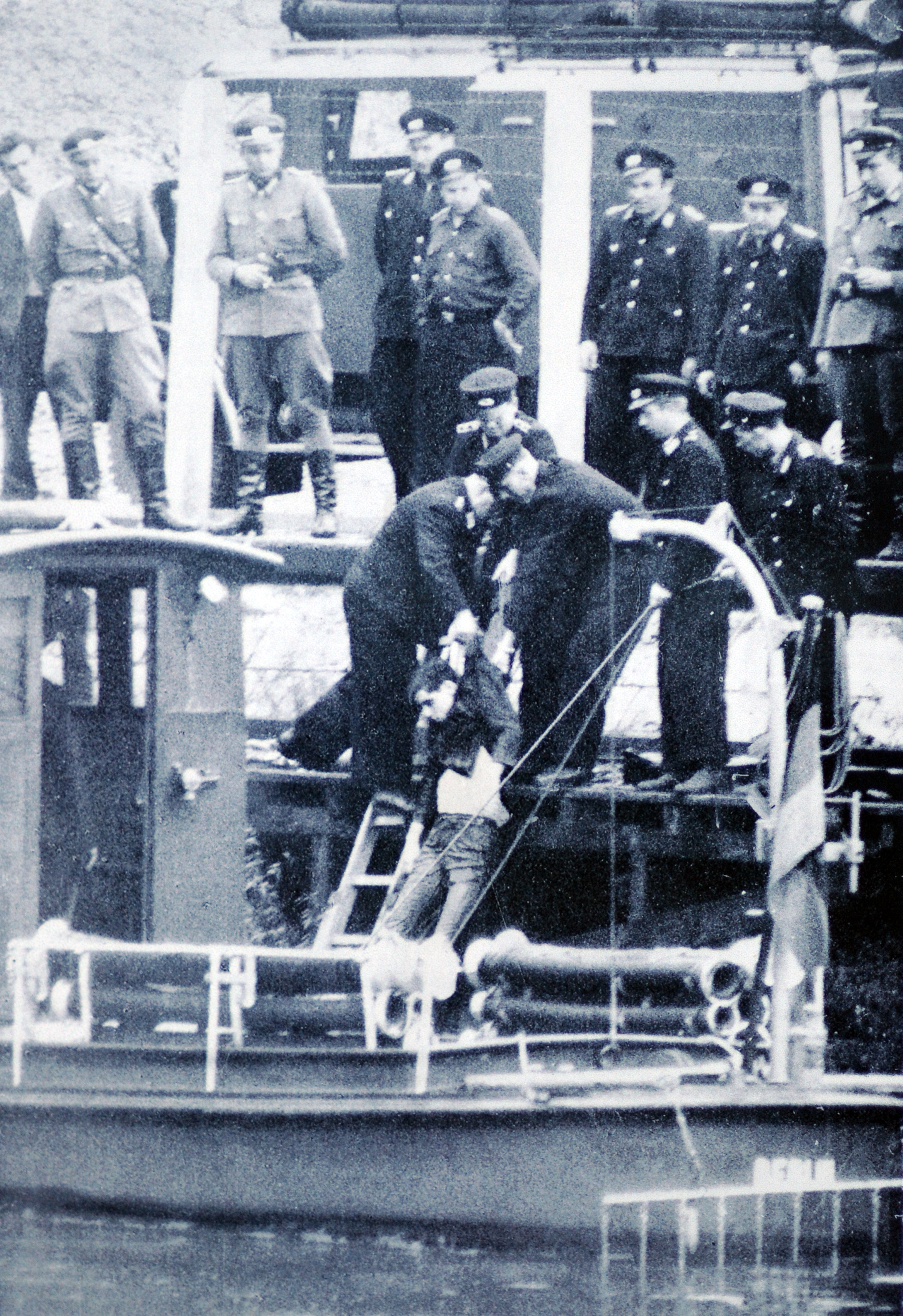
Guardas da fronteira da Alemanha Oriental recuperando o corpo de Günter Litfin do Rio Spree
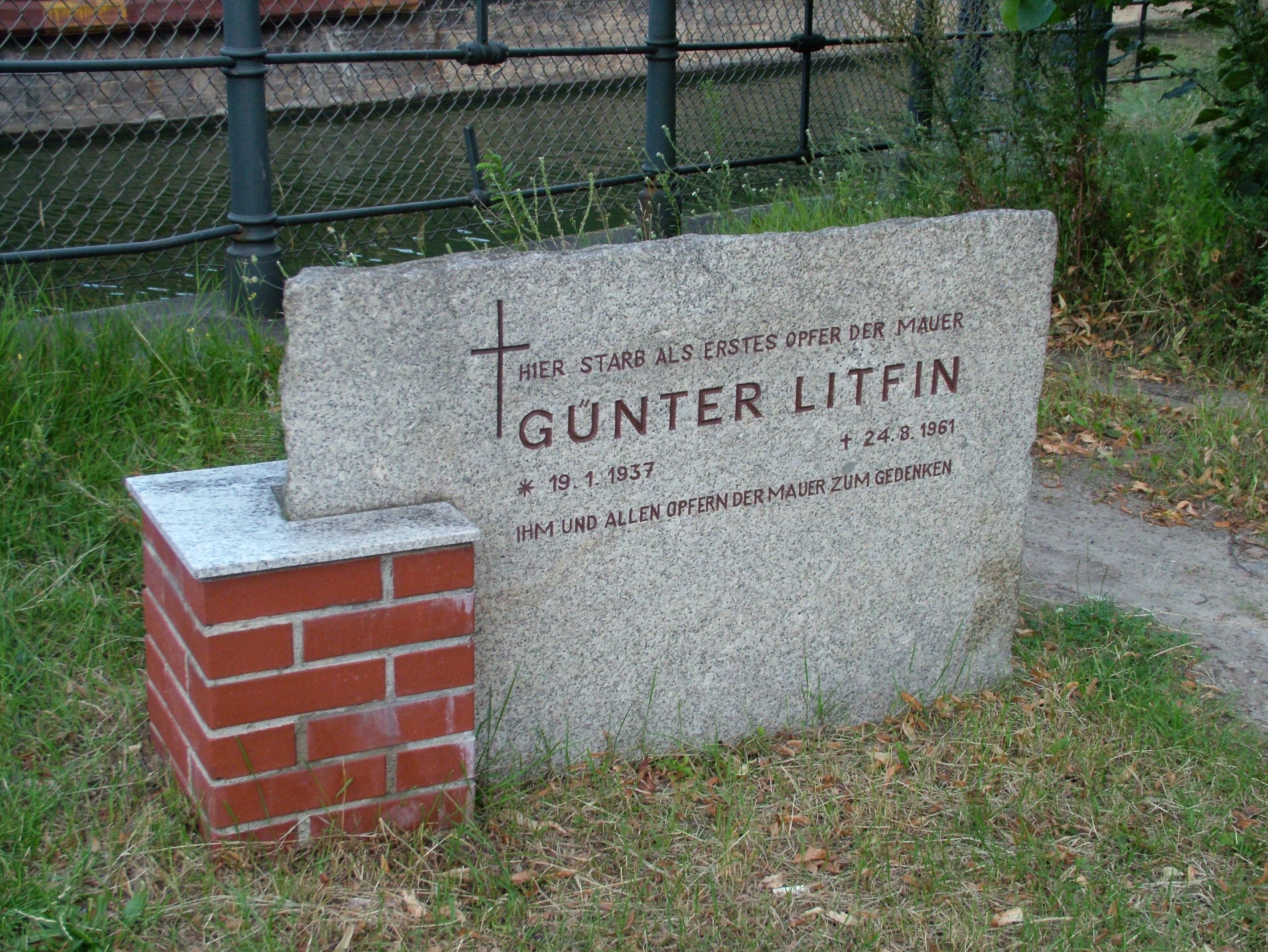
Memorial stone at Sandkrug Bridge/Invalidenstraße in Berlin
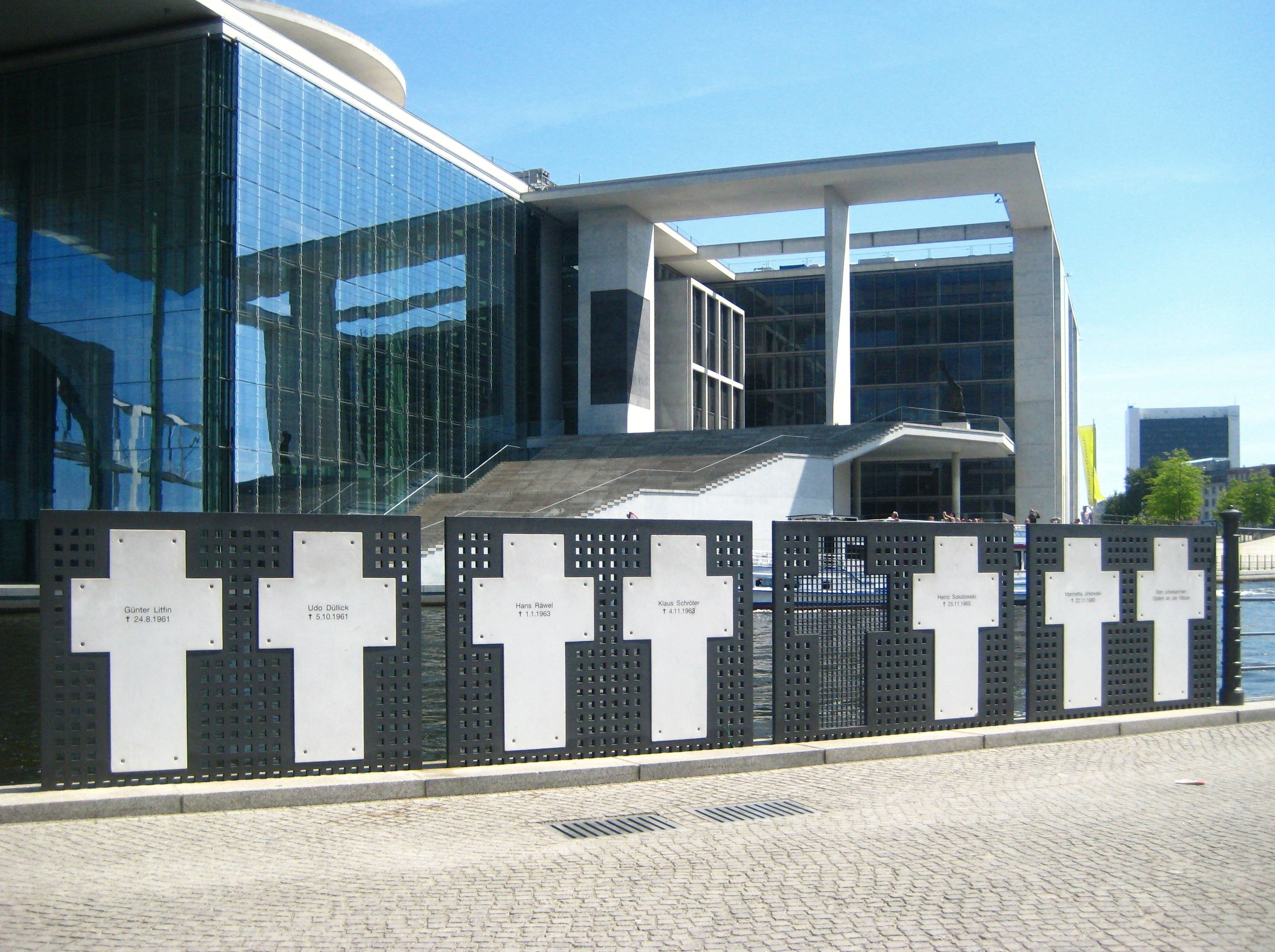
The leftmost of the White Crosses is devoted to him
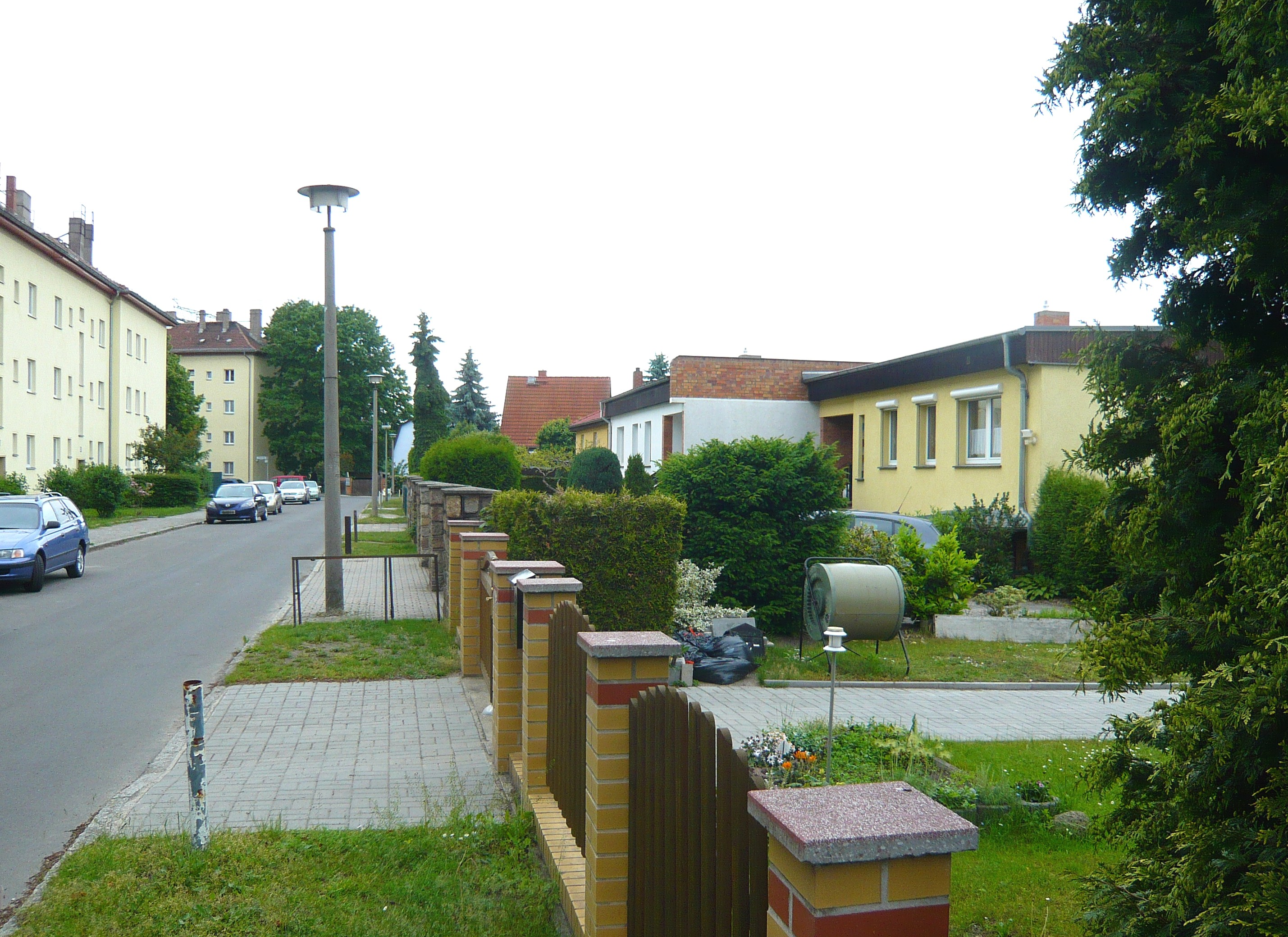
Günter-Litfin-Straße in Weißensee
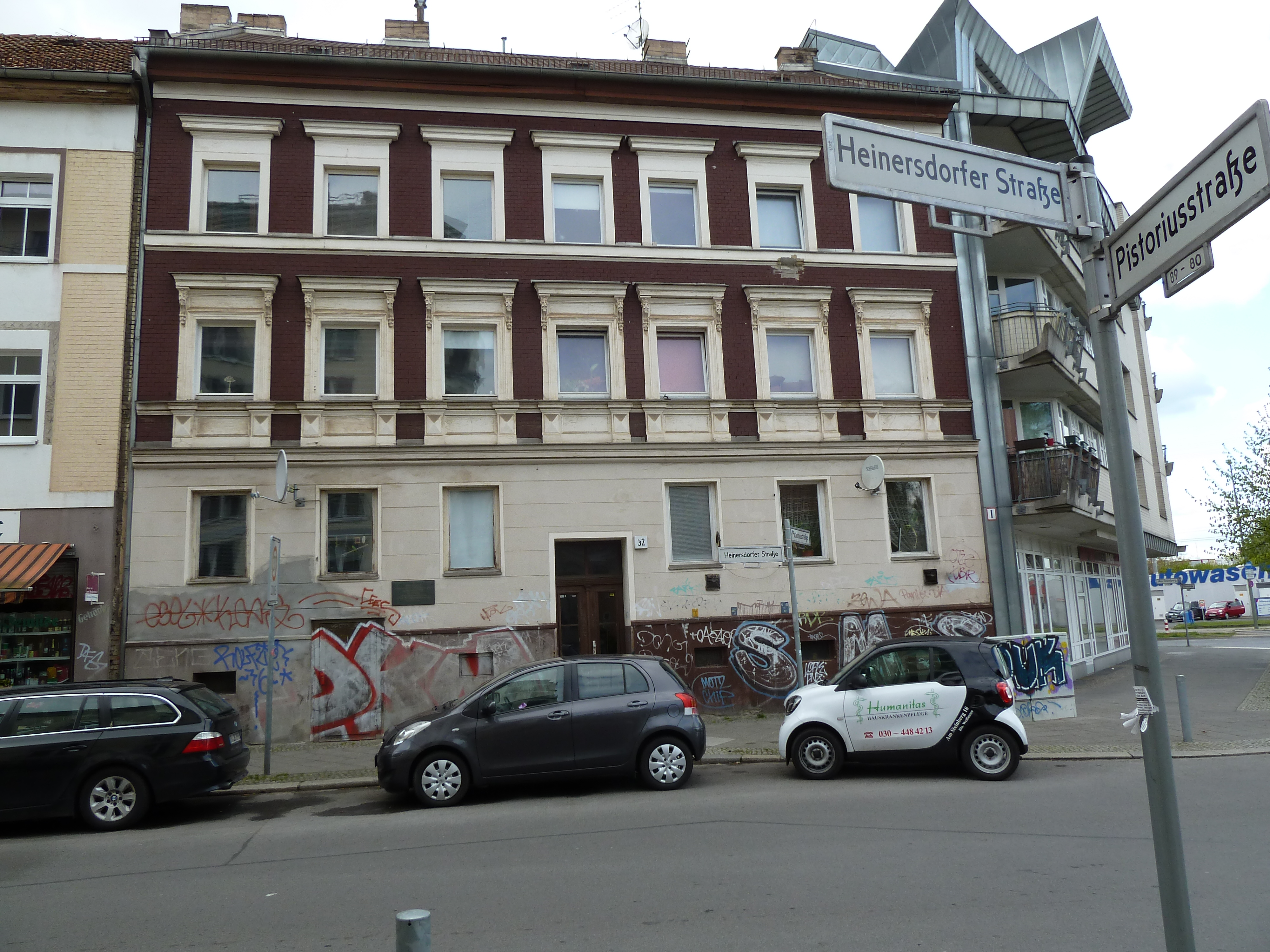
Última residência de Günter Litfin em Berlim Oriental, Heinersdorfer Straße 32, Weißensee, vista frontal
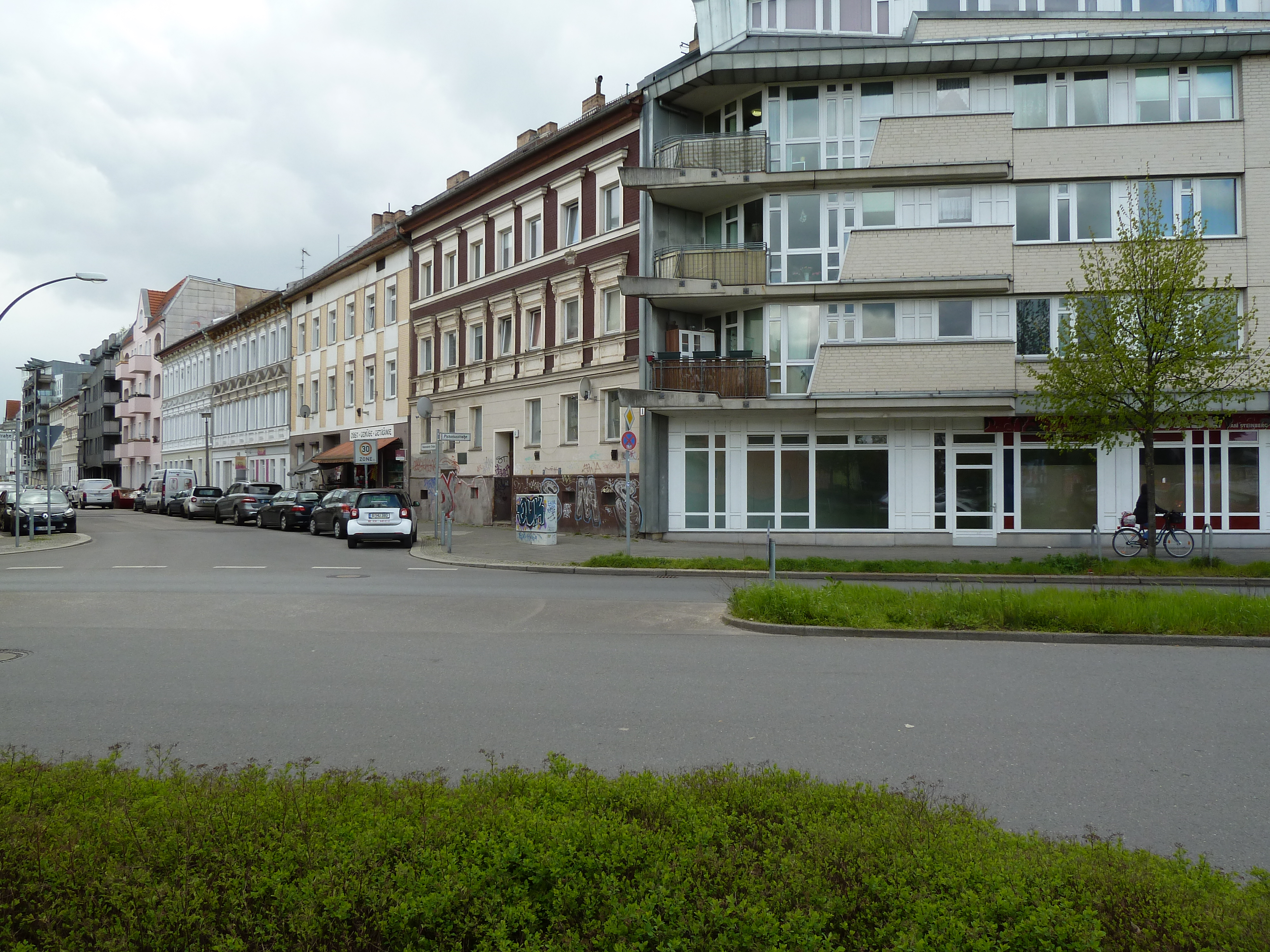
Última residência de Günter Litfin em Berlim Oriental, Heinersdorfer Straße 32, Weißensee, vista lateral
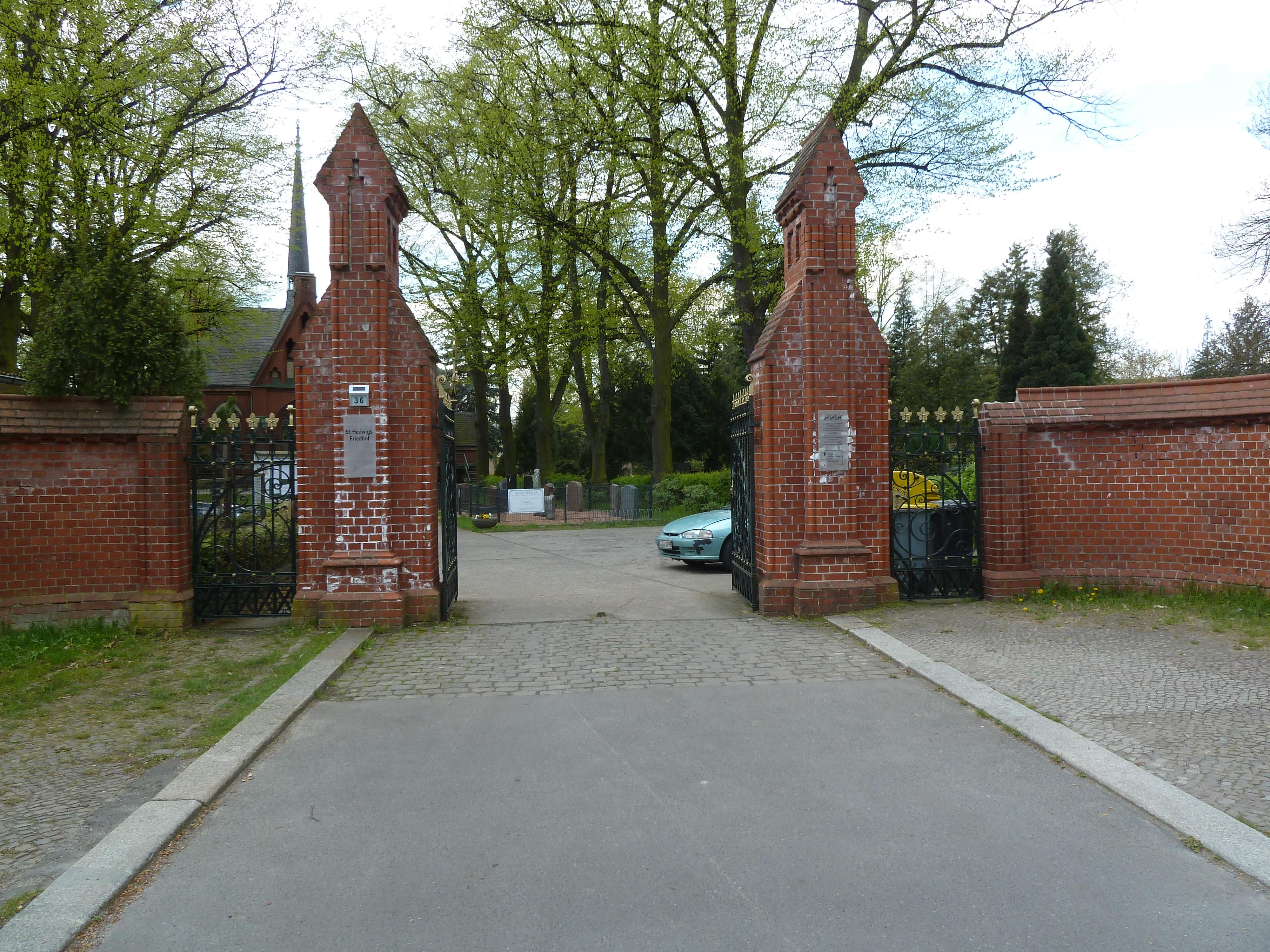
Main gate at the St Hedwig's Cemetery, Smetanastraße 36-54, Weißensee, where Günter Litfin was buried in 1961
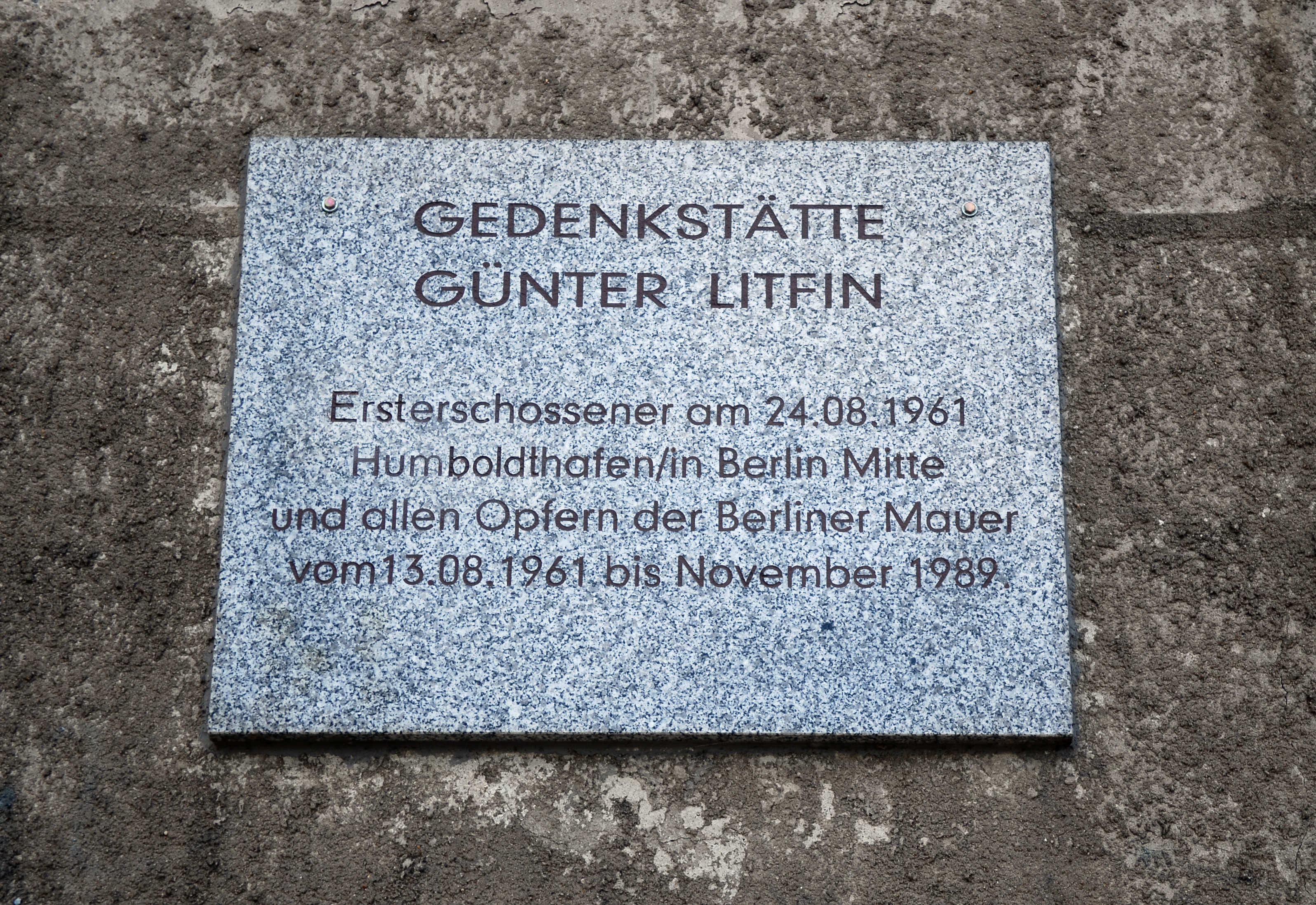
Memorial de pedra a Günter Litfin at the former guard tower, now the Günter Litfin Gedenkstätte, in Berlin
- Capa do Berliner Adressbuch 1943. Internal pages used in the discussion of Günter Litfin, and other Berlin Wall victims
- Página 1804 do Berliner Adressbuch 1943, usado na discussão de Günter Litfin